# Ronde van Frankrijk 2016/Elfde etappe
De elfde etappe van de Ronde van Frankrijk 2016 werd verreden op woensdag 13 juli 2016 van Carcassonne naar Montpellier. Peter Sagan won de etappe na een demarrage op 12 kilometer voor het eind. 

## Parcours
Het was een vlakke rit van 162,5 km. Onderweg waren er twee beklimmingen van de vierde categorie. Bij Pézenas was een tussensprint.

## Verloop
De eerste aanvallers van de dag waren Arthur Vichot en Leigh Howard. Het duo had een maximale voorsprong van 4'45". Op 90 kilometer van de meet probeerde Tinkoff om waaiers te vormen. Dit was mogelijk door de sterke aanhoudende wind. Het peloton brak in twee stukken. Voornaamste slachtoffers waren Thibaut Pinot, Jurgen Van den Broeck, Wilco Kelderman, Tony Gallopin en Michael Matthews. Vijftien kilometer verder smolten de twee groepen terug samen, alleen een groepje met Matthews bleef achter.
Op 73 kilometer van de meet werden opnieuw waaiers gevormd, ditmaal door Trek-Segafredo. Door de waaiervorming verdween de voorsprong van beide vluchters snel. Ze werden bijgehaald op 60 kilometer van de meet. Door de waaiervorming raakten opnieuw renners op achterstand. Onder meer Tony Martin, Sébastien Reichenbach, Mathias Frank, Emanuel Buchmann, Thomas De Gendt, Serge Pauwels, Thibaut Pinot en Tony Gallopin moesten lossen. Op 30 kilometer van de finish kon de groep met Pinot opnieuw aansluiten.
Op 12 kilometer voor de streep reed Peter Sagan weg nadat het peloton op een lint was geraakt. Zijn ploeggenoot Maciej Bodnar, maar ook geletruidrager Chris Froome en diens ploegmaat Geraint Thomas sprongen mee. De voorsprong op het eerste peloton bedroeg 6 seconden. Sagan won de etappe en verstevigde zijn voorsprong in het puntenklassement, terwijl Froome dankzij de voorsprong en de bonificatieseconden 12 seconden uitliep in het algemeen klassement.

### Tussensprint
| Tussensprint Pézenas na 113,5 km |                     |        |
| Plaats                           | Naam                | Punten |
| Winnaar                          | Marcel Kittel       | 20     |
| 2                                | Peter Sagan         | 17     |
| 3                                | Mark Cavendish      | 15     |
| 4                                | Fabio Sabatini      | 13     |
| 5                                | Maximiliano Richeze | 11     |
| 6                                | Michael Valgren     | 10     |
| 7                                | Iljo Keisse         | 9      |
| 8                                | Roman Kreuziger     | 8      |
| 9                                | Nairo Quintana      | 7      |
| 10                               | Ian Stannard        | 6      |
| 11                               | Jacopo Guarnieri    | 5      |
| 12                               | Luke Durbridge      | 4      |
| 13                               | Alejandro Valverde  | 3      |
| 14                               | Luke Rowe           | 2      |
| 15                               | Gorka Izagirre      | 1      |

### Bergsprints
| Beklimming Côte de Minerve na 38 km | Beklimming Côte de Minerve na 38 km | 4e cat. 2,4 km à 5,4% | 4e cat. 2,4 km à 5,4% |
| Plaats                              | Naam                                | Punten                |                       |
| Winnaar                             | Arthur Vichot                       | 1                     |                       |

| Beklimming Côte de Villespassans na 57 km | Beklimming Côte de Villespassans na 57 km | 4e cat. 2,3 km à 4,5% | 4e cat. 2,3 km à 4,5% |
| Plaats                                    | Naam                                      | Punten                |                       |
| Winnaar                                   | Arthur Vichot                             | 1                     |                       |

| Rituitslag Carcassonne - Montpellier (162,5 km) |                      |                     |          |
| Plaats                                          | Naam                 | Ploeg               | Tijd     |
| Winnaar                                         | Peter Sagan          | Tinkoff             | 3u26'23" |
| 2                                               | Chris Froome         | Team Sky            | z.t.     |
| 3                                               | Maciej Bodnar        | Tinkoff             | z.t.     |
| 4                                               | Alexander Kristoff   | Team Katjoesja      | +6"      |
| 5                                               | Christophe Laporte   | Cofidis             | z.t.     |
| 6                                               | Jasper Stuyven       | Trek-Segafredo      | z.t.     |
| 7                                               | Edvald Boasson Hagen | Team Dimension Data | z.t.     |
| 8                                               | André Greipel        | Lotto Soudal        | z.t.     |
| 9                                               | Sondre Holst Enger   | IAM Cycling         | z.t.     |
| 10                                              | Oliver Naesen        | IAM Cycling         | z.t.     |
|                                                 |                      |                     |          |
| 13                                              | Dylan Groenewegen    | Team LottoNL-Jumbo  | z.t.     |

| Strijdlustigste renner |               |       |
|                        | Naam          | Ploeg |
|                        | Arthur Vichot | FDJ   |

## Klassementen
| Algemeen Klassement |                       |                    |           |
| Plaats              | Naam                  | Ploeg              | Tijd      |
| Gele trui           | Chris Froome          | Team Sky           | 52u34'37" |
| 2                   | Adam Yates            | Orica-BikeExchange | +28"      |
| 3                   | Daniel Martin         | Etixx-Quick Step   | +31"      |
| 4                   | Nairo Quintana        | Movistar Team      | +35"      |
| 5                   | Bauke Mollema         | Trek-Segafredo     | +56"      |
| 6                   | Romain Bardet         | AG2R La Mondiale   | z.t.      |
| 7                   | Sergio Henao          | Team Sky           | z.t.      |
| 8                   | Alejandro Valverde    | Movistar Team      | +1'13"    |
| 9                   | Tejay van Garderen    | BMC Racing Team    | z.t.      |
| 10                  | Roman Kreuziger       | Tinkoff            | +1'28"    |
|                     |                       |                    |           |
| 21                  | Jurgen Van den Broeck | Katjoesja          | +9'29"    |

| Ploegenklassement |                    |            |
| Plaats            | Ploeg              | Tijd       |
|                   | BMC Racing Team    | 157u33'00" |
| 2                 | Movistar Team      | +6'34"     |
| 3                 | Team Sky           | +8'44"     |
| 4                 | Astana Pro Team    | +12'15"    |
| 5                 | Tinkoff            | +27'23"    |
| 6                 | AG2R La Mondiale   | +28'40"    |
| 7                 | Trek-Segafredo     | +44'13"    |
| 8                 | Team Katjoesja     | +58'15"    |
| 9                 | Orica-BikeExchange | +1u00'31"  |
| 10                | FDJ                | +1u06'31"  |

### Nevenklassementen
| Puntenklassement |                |                     |        |
| Plaats           | Naam           | Ploeg               | Punten |
| Groene trui      | Peter Sagan    | Tinkoff             | 309    |
| 2                | Mark Cavendish | Team Dimension Data | 219    |
| 3                | Marcel Kittel  | Etixx-Quick Step    | 202    |

| Bergklassement |               |                    |        |
| Plaats         | Naam          | Ploeg              | Punten |
| Bolletjestrui  | Thibaut Pinot | FDJ                | 80     |
| 2              | Rafał Majka   | Tinkoff            | 77     |
| 3              | Tom Dumoulin  | Team Giant-Alpecin | 58     |

| Jongerenklassement |                 |                    |           |
| Plaats             | Naam            | Ploeg              | Tijd      |
| Witte trui         | Adam Yates      | Orica-BikeExchange | 52u35'05" |
| 2                  | Louis Meintjes  | Lampre-Merida      | +1'42"    |
| 3                  | Warren Barguil  | Team Giant-Alpecin | +2'35"    |
|                    |                 |                    |           |
| 4                  | Wilco Kelderman | Team LottoNL-Jumbo | +5'26"    |
| 19                 | Jasper Stuyven  | Trek-Segafredo     | +1u38'46" |